# Yellowface
Yellowface em inglês ou cara amarela em português, é uma forma de maquiagem teatral usada por artistas brancos para representar uma pessoa de etnia Leste Asiática ou Neo Oriental semelhante à prática de blackface com afrodescendentes. Continua a ser usada no cinema e no teatro. Os filmes Grindhouse (em uma paródia de trailer dos seriados Fu Manchu), Bolas em Pânico, Eu os Declaro Marido e… Larry, Crank 2: High Voltage e A Viagem, todos apresentam atores caucasianos a interpretar caricaturas asiáticas.
Os retratos midiáticos dos asiáticos orientais refletem uma percepção americêntrica dominante, em vez de representações realistas e autênticas de culturas, costumes e comportamentos verdadeiros. A yellowface se baseia em estereótipos, e o fenômeno representa anos de dinâmicas de poder desigual em espaços como a atuação, onde a etnia historicamente dominante impôs regras que mantêm as minorias étnicas excluídas.

## Teatro
A yellowface no teatro tem sido chamada de "a prática de atores brancos vestindo maquiagens exageradas e fantasias que servem como uma representação caricata de trajes tradicionais da Ásia." Fundada em 2011, uma organização conhecida como The Asian American Performers Action Coalition "esforça-se para expandir a percepção de artistas asiáticos americanos a fim de aumentar seu acesso e representação nos palcos de Nova York." Este grupo trabalha para abordar e discutir controvérsias e ocorrências da yellowface.

## Televisão
Um exemplo proeminente é a série de televisão dos anos 1970, Kung Fu, na qual o protagonista - um monge sino-americano e mestre de artes marciais que fugiu da China depois de ter matado acidentalmente o sobrinho do imperador - é retratado pelo ator branco americano David Carradine. O filme Dragão - A História de Bruce Lee descreve até certo ponto quando os magnatas de Hollywood tentaram escalar Bruce Lee no papel principal de Caine, mas foram anulados. De acordo com a viúva de Lee, Linda Cadwell, Lee criou um projeto chamado The Warrior e apresentou a Warner Bros. e Paramount, a Warner Bros., dona da série Kung Fu, nega que tenha copiado a ideia de Lee e que tinha um projeto semelhante criado por Ed Spielman e Howard Friedlander.
A galesa-americana Myrna Loy era famosa por interpretar personagens asiáticas, como Fah Lo Suee, a filha de Fu Manchu em The Mask of Fu Manchu (1932), Loy foi rotulada em mais de uma dúzia de filmes, enquanto o detetive chinês Charlie Chan, inspirado em Chang Apana, um detetive havaiano da vida real, era retratado por vários atores brancos, incluindo Warner Oland, Sidney Toler e Peter Ustinov. Loy também apareceu em yellowface ao lado de Nick Lucas no filme A Parada das Maravilhas.
No México, em Chapolin, o episódio Caratê Cara a Cara mostra vários atores latino-americanos como Ramón Valdez e Florinda Meza interpretando personagens japoneses.[carece de fontes?]
Nos Países Baixos, o programa de TV Ushi & Van Dijk mostra Wendy van Dijk, uma atriz que interpreta uma jornalista japonesa chamada Ushi Hirosaki, que entrevista celebridades famosas em inglês com um "sotaque" carregado japonês. Como seu vocabulário é limitado, muitas vezes ela não entende as afirmações e as perguntas feitas por Ushi passam a ter duplo sentido, criando situações engraçadas. Apesar de criticada, a personagem fez sucesso na Europa entre 1999 e 2013.[carece de fontes?]
A lista de atores que vestiram maquiagem para retratar asiáticos em algum momento de sua carreira inclui: Lon Chaney, Scarlet Johanson, Loretta Young, Boris Karloff, Peter Lorre, Anthony Quinn, Shirley MacLaine, Katharine Hepburn, Rita Moreno. , Rex Harrison, Gad Elmaleh, John Wayne, Mickey Rooney, Marlon Brando, Lupe Vélez, Alec Guinness, Tony Randall, John Gielgud, Max von Sydow, Linda Hunt, Jamie Lee Curtis, David Carradine, Joel Gray e muitos outros.

## No Brasil
- Em 1967, a telenovela Yoshico, um Poema de Amor, da TV Tupi, foi pioneira ao colocar uma oriental, Rosa Miyake, como protagonista.[10] Porém, Rosa foi a única oriental no elenco e todos os demais personagens japoneses da história, que se passava no Japão, foram interpretados por atores brancos.[11]

- Em 1967 a telenovela A Sombra de Rebecca, da Rede Globo, se passava no Japão, porém todos os personagens japoneses foram interpretados por brancos, incluindo a protagonista de Yoná Magalhães.[12]

- Em 2013 Manoelita Lustosa originalmente interpretava uma japonesa em Dona Xepa, da RecordTV, porém após críticas, o autor mudou a história para que a própria personagem explicasse que não tinha ascendência e utilizava uma falsa história apenas para vender comida típica.[13]

- Em 2014 Rodrigo Pandolfo interpretou um coreano na telenovela Geração Brasil, da Rede Globo, chegando a utilizar fita adesiva para "puxar" os olhos.[14]

- Em 2016 a Sol Nascente, da Rede Globo, da Rede Globo, colocou Giovanna Antonelli e Luís Melo para interpretarem japoneses.[15] Giovanna, inclusive, ficou com a protagonista que originalmente o autor escreveu para Danni Suzuki, a qual foi vetada de interpreta-lo pela direção e substituída por uma atriz branca.[16] Tal decisão, em tempos modernos onde a discussão sobre yellowface já era bastante disseminada, levou a emissora a receber uma enxurrada de críticas inclusive de atores orientais como Carlos Takeshi.[17]

- Em 2022 Bruno de Luca e Ana Clara Lima chegaram a gravar uma participação especial na telenovela Cara e Coragem, da Rede Globo, como chineses, porém as cenas nunca foram exibidas, depois que a atriz Ana Hikari criticou a emissora pela prática de yellowface.[18]

## Literatura
Michael Derrick Hudson, um poeta norte-americano, usou o pseudônimo de uma mulher chinesa. A revista Glamour tirou fora do ar uma postagem acusada de Yellowface.

## História
As performances de yellowface ocorriam nos Estados Unidos há mais de 200 anos. A primeira produção desse tipo, O Orfão da China, de Voltaire, foi inaugurada em 1767, e outras logo se seguiram. Nessas primeiras produções, atores brancos, a maioria dos quais nunca tinha visto uma pessoa asiática, se apresentaram em um rosto amarelo para plateias que também nunca haviam visto um verdadeiro asiático ao vivo. Como o professor de cinema e teatro James May observou, “A noção de chineses... tornou-se familiar para o espectador americano muito antes dos avistamentos dos chineses.” 
Na década de 1950, o termo “yellowface” entrou em circulação. Embora a maquiagem tenha sido empregada com muito menos frequência até então, as pessoas estavam percebendo que, apesar de um número cada vez maior de asiáticos no entretenimento, os papéis principais da Ásia foram para artistas não asiáticos.
Livros contemporâneos sobre maquiagem para teatro e cinema não constam mais as técnicas de blackface, porém muitos descrevem o processo de yellowface em grande detalhe. Em 1995, o livro The Complete Make-up Artist, de Penny Delamar, teve duas listagens sob a categoria “Aparências étnicas” - "Caucasiano para oriental" e “Caucasiano para Indiano”, ilustradas com fotos muito antes e depois de uma jovem loira mulher produzida para se parecer com Fu Manchu.